# Sankt Leonhard am Hornerwald
Sankt Leonhard am Hornerwald è un comune austriaco di 1 146 abitanti nel distretto di Krems-Land, in Bassa Austria; ha lo status di comune mercato (Marktgemeinde).